# (21942) Subramanian
(21942) Subramanian est un astéroïde de la ceinture principale d'astéroïdes.

## Description
(21942) Subramanian est un astéroïde de la ceinture principale d'astéroïdes. Il fut découvert le 9 novembre 1999 à Socorro (Nouveau-Mexique) par le projet LINEAR. Il présente une orbite caractérisée par un demi-grand axe de 2,64 UA, une excentricité de 0,14 et une inclinaison de 0,4° par rapport à l'écliptique.

## Compléments